# Zosterops stalkeri
Zosterops stalkeri — вид воробьиных птиц из семейства белоглазковых.

## Таксономия
Ранее считался конспецифичным с Zosterops minor. Работа Памелы С. Расмуссен и её коллег показала, что это разные виды. Эта же работа подтвердила самостоятельный статус Zosterops nehrkorni.

## Распространение
Эндемики индонезийского острова Серам.

## Описание
По сравнению с родственными таксонами клюв у представителей данного вида бледнее, глубже и шире у основания. Кольцо вокруг глаза узкое и разорванное спереди. Макушка и бока головы чёрные, а верх — тёмно-бронзовый. Круп — характерного жёлто-бронзового цвета. Бока груди и бока серовато-белые, подхвостье оранжево-желтое, бедра беловатые, надхвостье буровато-чёрное.
Самцы и самки похожи, но у неполовозрелых особей горло более зелёное и размытое, с большим количеством чёрного, смешанного с перьями на подбородке.
Песня этих птиц также отличается от песни представителей родственных видов.

## Биология
Питаются главным образом насекомыми, но также потребляют нектар и фрукты.

## Охранный статус
МСОП присвоил виду охранный статус LC.